# سان دولشار
سان دولشار هي قرية فرنسية تقع في إقليم شار وسط فرنسا .

## أعلام
- مصطفى العطرسي
- وليام بونيه
- بابتيست سانتاماريا
- مورغن ساسون
- جورج منير
- ماثيو كافارو